# Alby Mathewson
Pas d'image ? Cliquez ici

a Compétitions nationales et continentales officielles uniquement.

b Matchs officiels uniquement.
Dernière mise à jour le 8 décembre 2022.
Albert Samuel Mathewson dit Alby Mathewson, né le 13 décembre 1985 à Hastings (Nouvelle-Zélande), est un joueur de rugby à XV évoluant au poste de demi de mêlée et également ancien international néo-zélandais.

## Carrière

### En équipe nationale (2010)
En 2010, Il est appelé par Graham Henry pour disputer le Tri-nations 2010. Il dispute un match face à l'Australie. Il sera rappelé disputer les tests internationaux. Il dispute 3 matchs face à l'Irlande, l'Angleterre, et l'Australie. Depuis il ne sera plus rappelé en équipe nationale. Il comptabilise à ce jour 4 sélections.

### Carrière en Europe (2017-2021)
En octobre 2017, il est recruté par Mourad Boudjellal, au Rugby club toulonnais comme joueur supplémentaire, il signe un contrat d'un an plus une autre année en option.
En 2018, il rejoint la province irlandaise du Munster. Il y reste en début de saison 2019-2020 en tant que joker Coupe du Monde.

## Palmarès

### En club
- Finaliste du National Provincial Championship en 2006 avec Wellington.

### En équipe nationale
- Vainqueur du Tri-nations en 2010.

## Statistiques

### En équipe nationale
En 2010, Alby Mathewson compte 4 sélections avec les All-Blacks. Avec les Kiwis, il dispute participe à une édition du Tri-nations en 2010.